# Seabird Island Indian Reserve
Seabird Island Indian Reserve är ett reservat i Kanada.   Det ligger i provinsen British Columbia, i den södra delen av landet, 3 400 km väster om huvudstaden Ottawa.
I omgivningarna runt Seabird Island Indian Reserve växer i huvudsak barrskog. Runt Seabird Island Indian Reserve är det mycket glesbefolkat, med 4 invånare per kvadratkilometer.